# ويليام سويندن باربر
كان ويليام سويندن باربر (عضو المعهد الملكي للمعماريين البريطانيين) (29 مارس 1832- 26 نوفمبر 1908)، والمعروف أيضًا بدبليو. إس. باربر أو دبليو. سويندن باربر، مهندسًا معماريًا بريطانيًا من حركة العمارة القوطية الحديثة وحركة الفنون والحرف، ومتخصصًا بالكنائس الأنجليكية المتواضعة فاخرة الأثاث، ذات أبراج النواقيس المُفرّجة في غالبها. كان مقيمًا في بريغهاوس وهاليفاكس في ويست رايدينغ بيوركشاير. خمسة عشر مثالًا على الأقل من أعماله الباقية مصنفة في أبنية الدرجة الثانية في المملكة المتحدة، بما فيها تصميم أنجزه عام 1875 لصليب فيكتوريا في أكرويدون بهاليفاكس. صوّرته صورة شخصية التقطها ديفيد ويلكي واينفيلد في عام 1864 مرتديًا معطفًا رومانسيًا ويحمل وردة. خدم في فوج بنادق الفنانين في الستينيات رفقة واينفيلد وفنانين معاصرين آخرين. 

## خلفية

### أسلافه
كان جد جد باربر جوشوا باربر. كان جوشوا جد ثلاثة أفرع رئيسة من عائلة باربر في ويست يوركشاير: في ساوثرام وبريغهاوس وراستريك. كان ويليام سويندن باربر منحدرًا من فرع ساوثرام، وأنتج أعمالًا في بريغهاوس وراستريك.
كان جون (1727- 1810) ابن جوشوا الثاني، الذي عُمد في كنيسة كليكتاون المستقلة، والد جد ويليام سويندن باربر. تزوج جون من سارا سكوفيلد وكان ويليام ابنهما السابع.
جد باربر كان ويليام باربر (1768- 1844)، وعُمد في الكنيسة نفسها. وصل إلى هاليفاكس من ميرفيلد نحو عام 1797 عندما تزوج من آن تشارلتون من دوسبيري. أنجبا ثمانية أطفال، كان جون ثالثهم. انتقلو إلى باركر رويد في ساوثرام وعاشوا في منزل ريفي من طراز القرن الثامن عشر في ما سُمي بمزرعة باركر رويد، وفيها صخرة نُقش عليها «دبليو بي 1849». بقرب المنزل، بنى ويليام مصنعًا من أربع طوابق سماه مصنع باركر رويد، لصنع معدات ندف وسيور لصناعة الصوف الآلية. بُني هذه المنصع في طفولة ويليام سويندن باربر، ويُرجح أنه شهد أعمال بنائه وألهمته. وجدت إحصائية عام 1841 ويليام باربر في مزرعة باركر رويد، بعمر 75 مع زوجته ميري بعمر 70 وابنته سارا بعمر 30. وصُف ويليام وزوجته بأنهما مستقلين ماليًا، ولديهما موظفَين: عامل زراعي وخادم.
كان والد باربر جون باربر (1800- 1883). تزوج في 19 أبريل 1813 من سالي «سارا» سويندن (1793- 1881) في دوسبيري بويست يوركشاير. كان ويليام سويندن باربر ابنهما الوحيد. في 1814 كان في فالي توب بساوثرام مع زوجته سارا، وسُجل كلاهما في الإحصائية على أنهما في عمر 40 ووُصف جون بأنه مستقل. وُصفت آن باربر، بعمر 25، بأنها خادمة تعيش معهما، لكن ابنهما ويليام سويندن باربر غائب. كان جون صانع مماشط في ساوثرام في مصنع باركر رويد مع والده ويليام: مالك مصنع مشترك. وجد إحصاء 1851 أن جون، وهو صانع مماشط عمره 50 عامًا، وزوجته سارة بعمر 55 عامًا، يعيشان في 38 لارك فيلد، هيبرهولم مع بريغهاوس، مع ابنهما ويليام سويندن باربر، مهندس معماري متدرب يبلغ من العمر 19 عامًا. كانت خادمتهما المنزلية آن باربر ما تزال معهما. كان جون صانع مماشط، أي أنه كان يصنع معدات الندف لمعمل الصوف في لارك فيلد وفي مصنع فيكتوريا ببريغهاوس. في 1861، كان جون وسارا بعمر 60 و67 ما يزالان في لارك فيلد. كان عندهما خادمين وجون ما يزال صانع منادف لديه اثنا عشر موظفًا وصبيين. في 1871 كان جون ما يزال في لارك فيلد مع سارا وخادمين، لكنه تقاعد. اشترى جون وابنه ويليام سويندن باربر بونيغيت هول (بُني في 1635) في بريغهاوس. في 1881 كان جون، وهو أرمل بعمر 80، وصانع مماشط متقاعد، يعيش في هيبرهولم مع بريغهاوس مع خادم واحد.
باربر وزوجته
عُمد في 29 مارس 1832 في ساوثرام. تزوج من آن «أنيتا» بيرن من سليد هول ببريغهاوس (وُلد في ستاليبريدج 1829، وتوفي 1909) في 10 أكتوبر 1877 في إيستون غري، قرب مالمزبيري بويلتشاير. كانت أكبر بنات هنري بيرن. توفي باربر في بورتسماوث في 26 نوفمبر 1908، بعمر 76 عامًا، وتوفيت أنيتا بعمر 80 في 1909 في بونتيفراكت، ولم يكن لهما أولاد.
في 1860 كان يعيش في 12 شارع باكينغهام بأديلفي في لندن. يرجح أن هذا نفس عنوان هانوفر تشامبرز بشارع باكينغهام، حيث كان يعيش في 1861.
في 1864، بعمر 32، كان موضوع صورة شخصية (موجودة أعلاه) التقطها ديفيد ويلكي واينفيلد، الذي كان يلبس أصدقاءه الفنانين معطفًا رومانسيًا من سانت جون وود ويصورهم. وُصفت صورة باربر بأنها «ساحرة وخنثوية» وإحدى «أكثر الصور غرابة» بين صور ويفيلد في عرض أقيم بمعرض الصور الشخصية الوطني في عام 2000.
من 1869 إلى 1872، كان يعيش في ستوني رويد، ساوثرام، هاليفاكس، وما يزال يملك سليد كوتاج. وجد إحصاء 1871 أن باربر مهندس معماري بعمر 39 عامًا ويعيش في 67 ستوني رويد، ساوثرام، مع مدبرة منزل أرملة اسمها جين مكيفور. من 1885 إلى 1897، كان مسجلًا على أنه يعيش في فارفيلد هاوس، شو هيل، هاليفاكس، وسُجل أنه صوت في وايك لأنه يمتلك أبنية حرة التملك وأرضًا في وايك لين هناك. اشترى مع والده بونيغيت بريغهاوس ثم بنى فارفيلد لنفسه، الذي يقع قبالة ستافورد آرمز في طريق هدرسفيلد بهاليفاكس، وقد حُول الآن إلى شقق. في عام 1881، كان رب المنزل في فارفيلد هوراس ميلفيل سميث (1839- 1915)، وهو محام أفلس في 1884 وفر إلى إسبانيا. في 1891 كان باربر يعيش في منزل فارفيلد بعمر 58 وزوجته «آني» بعمر 57 مع خادمين. في 1891، امتلك متاجر حرة الملكية وبيوتًا سكنية في بريغيت ببريغهاوس، وبحلول عام 1897 امتلك مزرعة لور وايك. بحلول 1898 كان قد انتقل إلى ليتكوم بساوثسي، هامشاير، لكن ظل يمتلك منازل ومتاجر ببريغهاوس. بحلول 1901 كان عمره 68، وآن 69 وكانا يعيشان مرتاحين في 3 ساوث باريد بساوثسي. كان عندهما طاهٍ، وخادمة وخادمين. بعد وفاة باربر في ساوثسي في 1908، ترك 35.874 جنيه استرليني وعُدل هذا إلى 36.231 جنيه استرليني (ما يعادل 4.020.000 في 2021).